# Sociedad Española de Epidemiología
La Sociedad Española de Epidemiología (SEE) fundada en 1978, es una institución con personalidad jurídica propia y sin ánimo de lucro cuya finalidad es cultivar y fomentar el estudio y mejor conocimiento de la Epidemiología, así como defender la dignidad del ejercicio profesional de la epidemiología en todas sus vertientes y favorecer la difusión del contenido y de la metodología epidemiológica, contribuyendo con todo ello a la promoción de la Salud Pública.
La SEE es miembro de la Sociedad Española de Salud Pública y Administración Sanitaria (SESPAS), de la Federación Europea de Epidemiología (EEF) dentro de la Sociedad Internacional de Epidemiología (IEA) y de la Confederación de Sociedades Científicas de España (COSCE).

## Composición
La Sociedad está formada por más de un millar de socios, que, en 2016 provienen principalmente de la medicina (68,4 %), estadística (7,4 %), enfermería (5,0 %) y farmacia (4,4 %). El principal ámbito profesional de sus socios ha evolucionado desde sus primeros años, al principio de los 80, cuando predominaban la vigilancia epidemiológica (30 %), la promoción y prevención de la salud (35 %) y los sistemas de información (20 %), mientras que tres décadas después, más del 50 % de sus socios se dedicaban a la investigación y menos de un 10 % a las áreas de vigilancia epidemiológica y de promoción y prevención de la salud, respectivamente.

## Actividades
La SEE realiza anualmente reuniones científicas en las que participan más de 500 profesionales de la epidemiología y en las que se presentan los resultados del trabajo profesional y las investigaciones que se realizan.
Organiza también jornadas monográficas sobre epidemiología y estadística, vigilancia epidemiológica y métodos epidemiológicos, epidemiología del SIDA, cardiovasculares, cáncer, etc.
La SEE impulsa la existencia de grupos de trabajo que aportan estudios, opiniones o valoraciones acerca de los problemas de salud de la sociedad como las lesiones, el consumo de tabaco, el consumo de alcohol, cribados, los determinantes sociales de la salud, la protección de datos ,la formación en epidemiología y salud pública o el impulso de la salud pública.
Asimismo, numerosos integrantes de la SEE participan representándola en comités y grupos de trabajo convocados por el Ministerio de Sanidad y por otras organizaciones, como el Comité Nacional de Tabaquismo, los grupos de Trabajo de los Planes de Salud Cardiovascular y Cáncer, etc. Como miembro de SESPAS, la SEE participa en la edición de la revista científica Gaceta Sanitaria, la revista de salud pública de mayor impacto en lengua castellana (indexada en el ISI-Web Knowledge). También coorganiza las reuniones bianuales con SESPAS.